# Lamellidorsum pilinigrum
Lamellidorsum pilinigrum är en tvåvingeart som beskrevs av Huo och Zheng 2005. Lamellidorsum pilinigrum ingår i släktet Lamellidorsum och familjen blomflugor. Inga underarter finns listade i Catalogue of Life.